# Marta Llorente Díaz
Marta Llorente Díaz (Girona 1957) és una arquitecta que exerceix de Professora titular de Composició Arquitectònica a l'Escola Tècnica Superior d'Arquitectura de la Universitat Politècnica de Barcelona.

## Biografia
El seu pare era arquitecte i possiblement d'ell va rebre certa influència per decidir-se a estudiar arquitectura, malgrat que no deixava de tenir inclinació per altres branques del coneixement com ara el dibuix, l'art en general o les matemàtiques.
A més d'arquitectura, branca en la qual es va doctorar l'any 1992, Marta Llorente va estudiar també Belles arts, obtenint l'especialització en pintura per la Universitat de Barcelona, en la qual es va graduar en 1986; així com música, cursant estudis de piano i harmonia en el Conservatori del Liceu de Barcelona.
Va ser una de les poques dones que triava l'arquitectura com a carrera a la fi dels anys setanta, sent també una de les poques que es va llicenciar en 1982.
Pot considerar-se que l'interès de Marta Llorente per altres àmbits a més de l'arquitectura li han fet aproximar-se a l'ella d'una manera oberta que es veu complementada pel que ha après d'altres arts i ciències, com les belles arts, la literatura, l'antropologia, la psicologia i fins i tot la filosofia.
En la seva vida professional concedeix una importància crucial a l'espai tal com s'habita i utilitza, vist a més des d'una perspectiva de gènere. Tot això l'ajuda en el seu treball com a coordinadora del grup de recerca “Arquitectura, ciutat i cultura. Una perspectiva antropològica de l'espai construït i hàbitat”. També és directora del Màster Universitari “Teoria i Història de l'arquitectura” i a més és investigadora d'Institut Interuniversitari d'Estudis de Dones i Gènere (IIEDG), on és coordinadora en representació de la UPC, del “Màster interuniversitari en Estudis de la dona i de gènere”, exercint també el treball de docent de l'assignatura “Arquitectura, espai i gènere”. A més també pertany al Grup d'Igualtat d'Oportunitats en l'Arquitectura, la Ciència i la Tecnologia. (GIOPACT) de la Universitat Politècnica de Catalunya.
Per formar-se i millorar la seva labor com a docent, ha realitzat estades de recerca i conferències en prestigiosos centres i universitats, entre els quals podem destacar: el Warburg Institute, la Tate Gallery Library & Archives de Londres, la Ecole d'Architecture de Paris-La Vilette, la Universitá degli Studi di Roma, La Sapienza, la Facoltà di Architettura di Palerm, la Universitat de Nariño, Sant Joan de Pastura, Colòmbia, el Politècnic di Torino, l'Escola Superior d'Arquitectura, Salvador de Badia, Brasil, la Universitat de Sant Tomás, Bucaramanga, Colòmbia, i la Universidade Lusíada de Lisboa. I durant deu anys, de 1998 a 2008, va dur a terme projectes de recerca sobre violència de gènere en la Facultat de Psicologia de la Universitat de Barcelona.
A més ha publicat articles per a revistes, col·laboracions en obres col·lectives i ha dirigit tesis doctorals.

## Faceta literària
Marta Llorente Díaz es destaca per la seva faceta literària, ja que ha publicat un considerable nombre de llibres en els quals es veu la seva formació no solament arquitectònica, sinó i sobretot la seva capacitat literària, filosòfica o antropològica. A més també és coautora de diverses publicacions.
Entre les seves obres publicades, tant individuals com col·lectives, podem destacar:
- Introducció a l'arquitectura, 1987.
- Arquitectura grega, 2000.
- El saber de l'arquitectura i de les arts, Universitat Politècnica de Catalunya. Iniciativa Digital Politècnica. 2000. ISBN 9788483014349.[6]
- La Ciutat: inscripció i petjada, Universitat Politècnica de Catalunya. 2012.[7]
- Introducció a l'arquitectura, Universitat Politècnica de Catalunya. Iniciativa Digital Politècnica. 2000. ISBN 978-84-8301-532-2 (coautora)[6]
- Eugenio Trías: el límit, el símbol i les ombres, 2003
- Ocult però invisible. Veus femenines, 2006 (coautora)

És directora de la col·lecció Posidó de l'editorial Apòstrofe, revisora i traductora de les edicions dels escrits de Le Corbusier.